# Lingot d'or

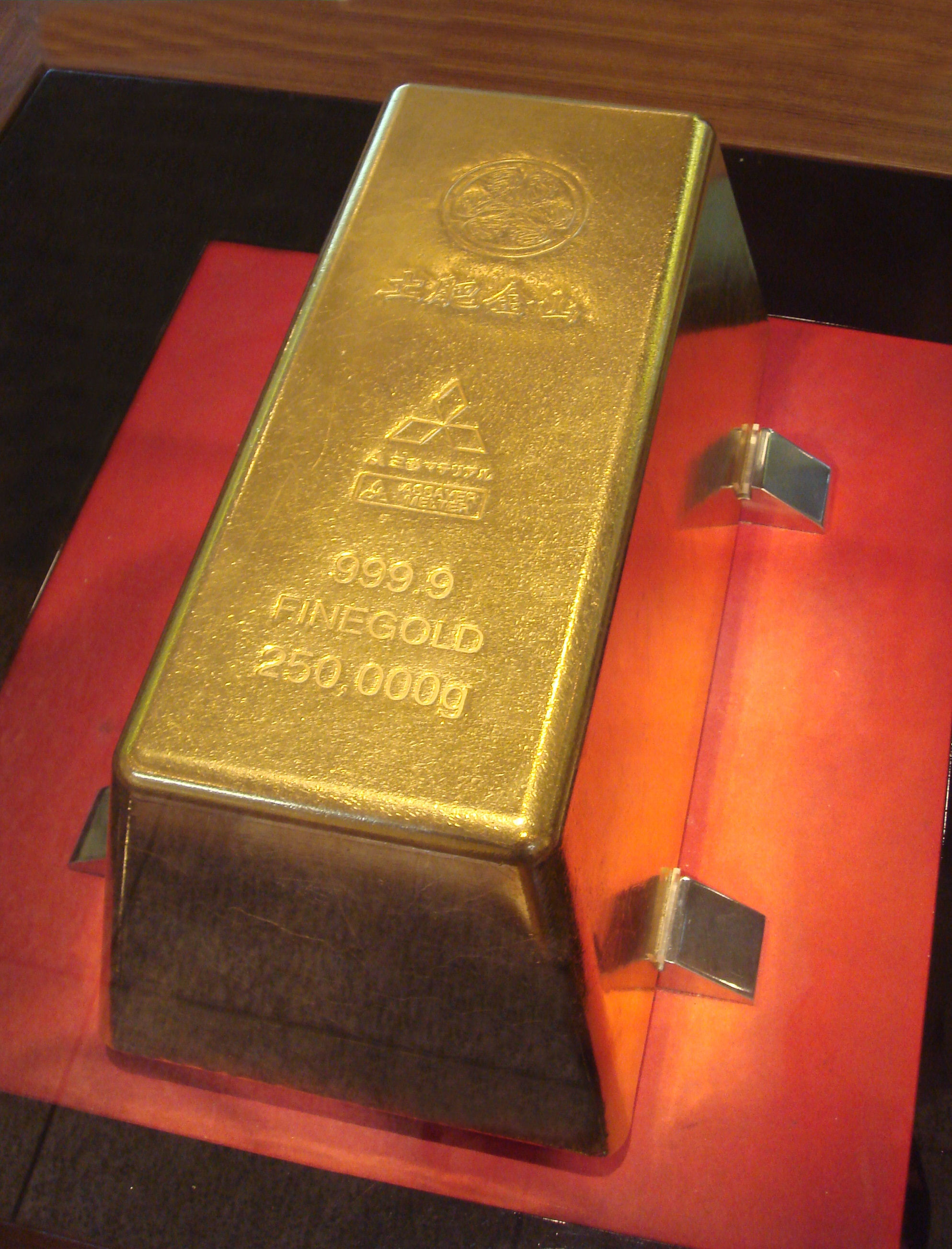
El lingot d'or més gros conegut pesa 250 kg i prové de la mina d'or de Toi (Japó).

Un lingot d'or és un bloc d'or metàl·lic refinat sense importar la forma que tingui (una moneda, una barra) produït per un fabricant que respecti les normes de fabricació, d'etiquetatge i les administratives. Els lingots més grossos s'obtenen fent solidificar l'or fos en un motlle. Els més petits s'obtenen per estampació o matrissatge a partir de fulls d'or enrotllats.
Els lingots d'or dits « Good Delivery » (de bon lliurament) emmagatzemats com reserva d'or pels bancs centrals pesen 400 unces troy que són 12,4 kg amb una puresa superior al 95%.

## Cultura popular
Els lingots d'or – i especialment el seu transport – són una font d'inspiració pels novel·listes i els guionistes del cinema, de còmics o de jocs de video, per exemple :
- « Els Lingots d'or » (1928), une novel·la de Miss Marple d'Agatha Christie
- De l'or en barra, comèdia de Michael Crichton (1951)
- Goldfinger, aventura de James Bond realitada per Guy Hamilton (1964)
- La Soif de l'or, comèdia francesa de Gérard Oury (1993)
- Battlefield: Bad Company, joc de video dels Estats Units (2008)